# Estádio Sausalito
O Estádio Sausalito é um estádio de futebol de Viña del Mar, no Chile. Foi construído em 1929 e tem capacidade para cerca de 25.000 espectadores, apesar de já ter recebido mais de 30.000 em algumas partidas.
É o estádio do clube local, o Everton, e foi sede do Grupo C (Brasil, Tchecoslováquia, México e Espanha), de um jogo das quartas-de-final e uma semifinal da Copa do Mundo de 1962. Além disso, foi uma das sedes da Copa América de 1991. Também foi sede na Copa América de 2015, com os jogos México 0 x 0 Bolívia, Argentina 1 x 0 Jamaica, Argentina 0 x 0 Colombia.
Recebeu os jogos do Futebol nos Jogos Pan-Americanos de 2023 junto com o Estádio Elías Figueroa Brander, sendo inclusive sede da final do torneio masculino, vencido pelo Brasil.

## Jogos da Copa do Mundo de 1962[3]

### Grupo C (Brasil,Tchecoslováquia,MéxicoeEspanha)
| 30 de maio de 1962 15:00 | Brasil               | 2–0      | México | Viña del Mar, Estádio Sausalito Árbitro: Deinst (Suíça) Público: 10484 |
|                          | Zagallo 56' Pelé 73' | (Report) |        |                                                                        |

| 31 de maio de 1962 15:00 | Tchecoslováquia | 1–0      | Espanha | Viña del Mar, Estádio Sausalito Árbitro: Steiner (Áustria) Público: 12700 |
|                          | Štibrányi 80'   | (Report) |         |                                                                           |

| 2 de junho de 1962 15:00 | Brasil | 0–0      | Tchecoslováquia | Viña del Mar, Estádio Sausalito Árbitro: Schwinte (França) Público: 14903 |
|                          |        | (Report) |                 |                                                                           |

| 3 de junho de 1962 15:00 | Espanha   | 1–0      | México | Viña del Mar, Estádio Sausalito Árbitro: Tesanic (Iugoslávia) Público: 11875 |
|                          | Peiró 90' | (Report) |        |                                                                              |

| 6 de junho de 1962 15:00 | Brasil            | 2–1      | Espanha      | Viña del Mar, Estádio Sausalito Árbitro: Marino (Uruguai) Público: 18715 |
|                          | Amarildo 72', 86' | (Report) | Adelardo 35' |                                                                          |

| 7 de junho de 1962 15:00 | México                                         | 3–1      | Tchecoslováquia | Viña del Mar, Estádio Sausalito Árbitro: Dienst (Suíça) Público: 10648 |
|                          | Díaz 12' Del Águila 29' H. Hernández 90' (pen) | (Report) | Mašek 1'        |                                                                        |

### Quartas de Final
| 10 de junho de 1962 14:30 | Brasil                      | 3–1      | Inglaterra   | Viña del Mar, Estádio Sausalito Árbitro: Schwinte (França) Público: 17736 |
|                           | Garrincha 31', 59' Vavá 53' | (Report) | Hitchens 38' |                                                                           |

### Semi Final
| 13 de junho de 1962 14:30 | Tchecoslováquia                    | 3–1      | Iugoslávia   | Viña del Mar, Estádio Sausalito Árbitro: Dienst (Suíça) Público: 5890 |
|                           | Kadraba 48' Scherer 80', 84' (pen) | (Report) | Jerkovic 69' |                                                                       |